# La presa di Saragozza
La presa di Saragozza è un cortometraggio muto italiano del 1910 diretto da Luigi Maggi, ispirato alla vicenda storica della resistenza della città di Saragozza alle truppe napoleoniche.